# Tiroteo en la Universidad Ateneo de Manila
El tiroteo en la Universidad Ateneo de Manila ocurrió el 24 de julio de 2022, cuando se produjo un tiroteo masivo en la Universidad Ateneo de Manila en Quezon City, Metro Manila, Filipinas, que dejó tres personas muertas y otras tres heridas, incluido el agresor. El atacante, identificado como Chao-Tiao Yumol, atacó con éxito a la exalcaldesa Rose Furigay de Lamitan, Basilan, que estaba en la universidad para asistir a la graduación de su hija.

## Antecedentes
Aproximadamente una hora antes del ataque, se programó una ceremonia de graduación para estudiantes de la Facultad de Derecho de la Universidad Ateneo de Manila. El perpetrador pudo ingresar al campus a través de un GrabTaxi con sus armas sin revisar a pesar de la imposición de una prohibición de armas como parte de la mayor seguridad para el discurso sobre el estado de la nación del presidente filipino Bongbong Marcos al día siguiente. Más tarde se mezcló con la multitud y esperó a que apareciera su objetivo.
Si bien las tasas de homicidio son altas en Filipinas, los tiroteos masivos, particularmente los tiroteos escolares, no son comunes. Sin embargo, los delitos por motivos políticos son frecuentes. Federico Pascual Jr., columnista de The Philippine Star, opinó que «el incidente del Ateneo podría describirse como un tiroteo masivo», pero la policía de Ciudad Quezón dijo que el pistolero «estaba apuntando a Furigay, con otras víctimas presumiblemente solo daños colaterales».

## Cronología

### Tiroteo
Alrededor de las 3:30 p. m. (UTC+08:00), el 24 de julio de 2022, el pistolero abrió fuego fuera del edificio Areté de la universidad, el lugar de la ceremonia de graduación. Rosita Furigay fue el objetivo principal del perpetrador. Fue asesinada junto con un guardia de seguridad, Jeneven Bandiala, que intentaba frustrar al pistolero, y Victor George Capistrano, asistente ejecutivo de Furigay.

### Persecución y arresto
En un video posterior, estudiantes y funcionarios universitarios fueron vistos huyendo y gritando mientras otros cuidaban a las víctimas. El agresor escapó de la escena del crimen amenazando a un tal Sr. Palma y tomando posesión de su vehículo. Después de llegar a Aurora Boulevard y estrellarse contra varios vehículos, fue bloqueado por un grupo de personas. Luego huyó a pie y más tarde, abordó un minibús de servicios públicos donde finalmente fue arrestado por agentes de policía que respondieron cuando detuvieron el minibús y exigieron al sospechoso que se bajara. Los oficiales de policía fueron informados por motociclistas de que el sospechoso abordó el transporte público.

### Personas muertas o heridas
Tres personas murieron en el ataque: la exalcaldesa de Lamitan Rosita «Rose» Furigay, su ayudante Victor George Capistrano y el guardia de seguridad del Ateneo Jeneven Bandiala. Hannah Furigay, la hija del exalcalde que estaba entre los estudiantes graduados, resultó herida. Julia Manabat, madre de otro estudiante graduado y una enfermera, también resultó herida. El atacante también fue herido por un disparo disparado por guardias de seguridad de la universidad.

## Perpetrador
Chao-Tiao Yumol, médico y residente de Lamitan, fue identificado como el presunto atacante. Los informes iniciales indicaron que la policía nombró al sospechoso como Ramil Nicodemez Y Hermo pero resultó que el nombre es el alias de Yumol. Según la policía, Yumol admitió haber sido quien llevó a cabo el incidente del tiroteo. No tenía residencia permanente en Metro Manila y siempre estaba huyendo para llevar a cabo el asesinato. En 2018, el gobierno de Bangsamoro emitió una orden de cese y desistimiento a la clínica de Yumol en Lamitan. Yumol también fue objeto de más de 70 denuncias por difamación cibernética presentadas por los Furigay por sus acusaciones de su participación en el tráfico de drogas y corrupción. El abogado de los Furigay negó estas acusaciones.
La policía dijo además que el único presunto pistolero cometió el crimen debido a «motivos personales», ya que tenía una larga historia de conflicto con los Furigay. Le confiscaron a Yumol una pistola de 9 mm registrada a su nombre. Otra arma tomada de Yumol, una pistola calibre .45, fue utilizada en los tiroteos, aunque esta no pertenecía a Yumol sino a un oficial del ejército filipino llamado Jeremy Aquino. Se informó que Aquino perdió la pistola en 2019 cuando fue asignado en Patikul, Sulu. El portavoz interino de las Fuerzas Armadas de Filipinas, el coronel Medel Aguilar, confirmó esto y enfatizó que ningún miembro del ejército estuvo involucrado en los disparos.
Yumol también fue identificado como un partidario vocal del presidente Marcos y del expresidente Rodrigo Duterte en las redes sociales.

## Reacciones
Varias organizaciones y personalidades públicas condenaron el incidente. El presidente Marcos exigió una investigación inmediata sobre el tiroteo. La alcaldesa de Ciudad Quezón, Joy Belmonte, denunció el tiroteo, afirmando que «este tipo de incidente no tiene lugar en nuestra sociedad y debe ser condenado al más alto nivel», al tiempo que expresó sus condolencias a las familias de las víctimas. La Cruz Roja de Filipinas envió ocho bolsas de sangre al Centro Médico Memorial Quirino, donde las víctimas heridas se estaban recuperando.
La Universidad Ateneo de Manila canceló la ceremonia de graduación para sus estudiantes de derecho programada horas después del tiroteo y se comprometió a ayudar a los estudiantes, profesores, personal e invitados afectados por el incidente. La administración de la universidad aseguró al público que «sus campus son seguros» y que sus protocolos de seguridad «están siendo revisados y fortalecidos aún más». Los miembros de la comunidad del Ateneo de Manila también se comprometieron a proporcionar apoyo financiero a la familia de Bandila y han lanzado un canal de donación de pago con código QR. El presidente del Tribunal Supremo, Alexander Gesmundo, el orador invitado a la ceremonia de graduación, estaba en tránsito en el momento del tiroteo y «se le aconsejó que regresara». Según el portavoz de la Corte Suprema Brian Keith Hosaka, el presidente del Tribunal Supremo estaba a salvo.

## Consecuencias

### Procedimientos legales
El 25 de julio de 2022, un día después del tiroteo, el Distrito de Policía de Quezon City de la Oficina de Policía de la Región de la Capital Nacional acusó a Chao Tiao Yumol de tres cargos de asesinato e intento de asesinato antes de los procedimientos de investigación en la oficina del fiscal de la ciudad. Yumol también fue acusado de posesión ilegal de armas de fuego, robo de vehículos motorizados y travesuras maliciosas por valor de ₱ 80,000 (alrededor de US $ 1,430 al 27 de julio de 2022).

### Eventos incidentales
El padre del perpetrador, Rolando Yumol, fue asesinado a tiros por dos hombres no identificados a bordo de una motocicleta frente a su casa en Lamitan días después del incidente. La policía aconsejó al público que no teorizara que el ataque en Ateneo provocó el asesinato del padre de Yumol. El abogado de los Furigays también defendió a sus clientes y dijo que es «injusto juzgarlos que están involucrados en esto».
Mientras tanto, el 6 de agosto, un hombre con el apellido Yumol también fue asesinado a tiros en la misma ciudad. Más tarde, la policía corrigió un informe puntual, aclarando que la víctima no está relacionada con el perpetrador, no antes de que varios medios de comunicación informaran erróneamente lo contrario.